# Vitskuldrad termitskvätta
Vitskuldrad termitskvätta (Myrmecocichla nigra) är en fågel i familjen flugsnappare inom ordningen tättingar. F

## Utseende och läte
Vitskuldrad termitskvätta är en knubbig mörk tätting. Hanen är svart med vit skuldra, honan genomgående mörkgrå. Sången är en varierande sprudlande blandning av visslande och skallrande ljud, avgivna från sittplats eller i sångflykt.

## Utbredning och systematik
Fågeln förekommer fläckvist från sydöstra Nigeria söderut till södra Angola och södra Zambia, österut till södra Sydsudan, sydvästra Kenya och östra Tanzania. Den behandlas som monotypisk, det vill säga att den inte delas in i några underarter.

### Familjetillhörighet
Termitskvättorna ansågs fram tills nyligen liksom bland andra buskskvättor, stentrastar, rödstjärtar vara små trastar. DNA-studier visar dock att de är marklevande flugsnappare (Muscicapidae) och förs därför numera till den familjen.

## Levnadssätt
Arten hittas i gräsmarker, öppet skogslandskap och jordbruksbygd. Den ses framför allt i områden rika på termitbon.

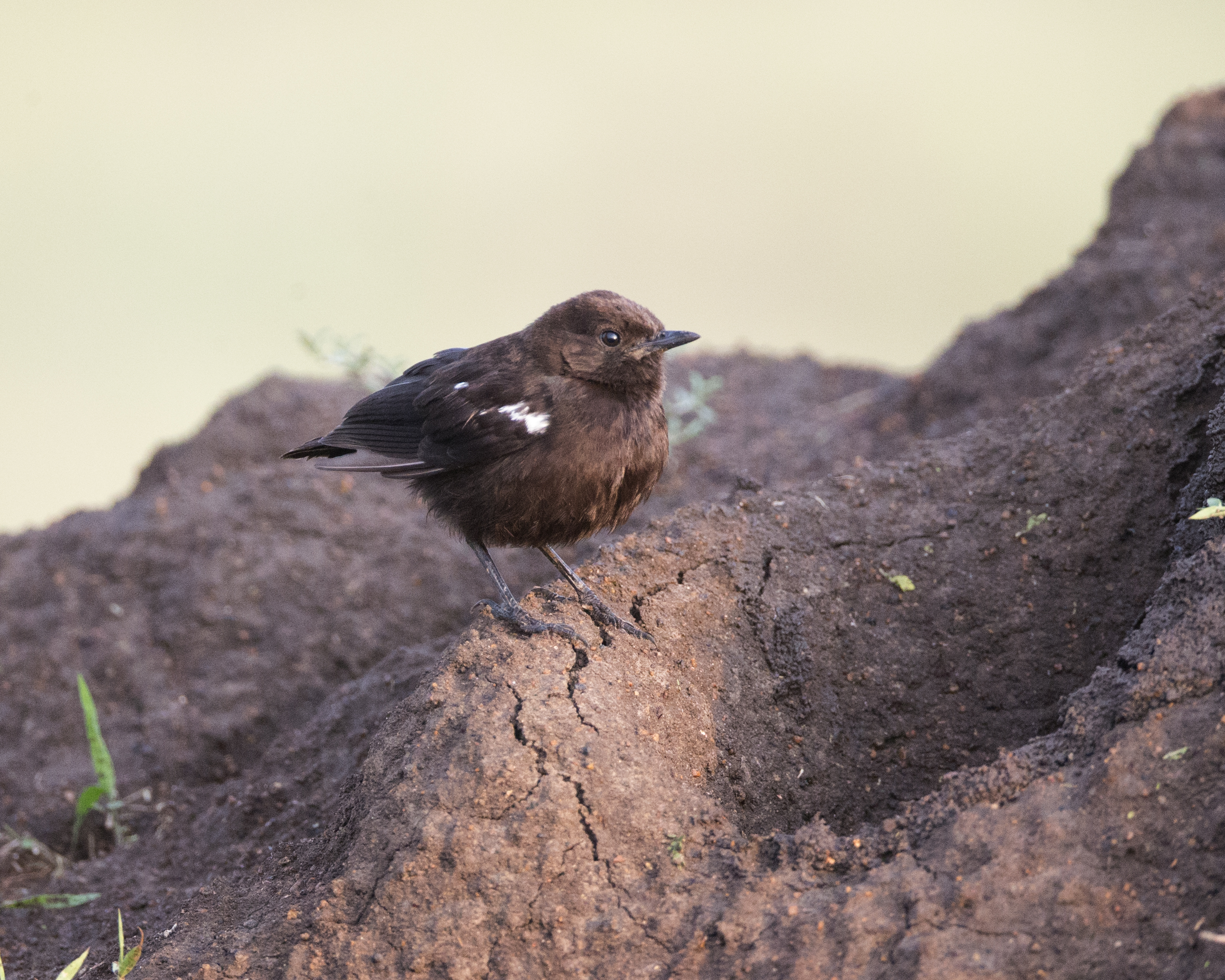

## Status
Arten har ett stort utbredningsområde och beståndet anses stabilt. Internationella naturvårdsunionen IUCN listar den därför som livskraftig (LC).